# Parti radical d'Oleh Liachko
Ne doit pas être confondu avec Parti radical ukrainien (de Galicie) ou Parti radical ukrainien (de Kiev).

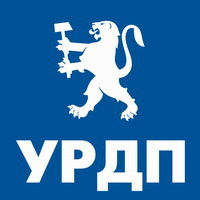
Ancien logo

Le Parti radical d'Oleh Liachko (en ukrainien Радикальна партія Олега Ляшка (Radykalʹna Partiya Oleha Lyashka), abrégé en CHA) est un parti politique ukrainien fondé en septembre 2010 sous le nom d'Union radicale-démocrate, dont le dirigeant est Oleh Liachko. Son nom officiel est Українська радикально-демократична партія. Son siège été au départ à Mykolaïv puis s'est déplacé à Kiev.
Il a obtenu 221 000 voix et un député à la Rada depuis les élections de 2012, pour sa première participation. Lors des élections législatives de 2014, il obtient vingt-deux sièges de députés à la Rada. il perd tous ses sièges lors des élections de 2019.

## Résultats électoraux

### Élections présidentielles
| Année | Candidat     | Premier tour | Premier tour | Premier tour |
| Année | Candidat     | Voix         | %            | Rang         |
| ----- | ------------ | ------------ | ------------ | ------------ |
| 2014  | Oleh Liachko | 1 500 377    | 8,32         | 3e           |
| 2019  | Oleh Liachko | 1 036 003    | 5,48         | 7e           |

### Élections législatives
| Année | Voix      | %    | Mandats  | Rang | Gouvernement                                      |
| ----- | --------- | ---- | -------- | ---- | ------------------------------------------------- |
| 2012  | 221 136   | 1,09 | 1 / 450  | 8e   | Opposition                                        |
| 2014  | 1 159 945 | 7,44 | 22 / 450 | 5e   | Iatseniouk II (2014-2015), Opposition (2015-2019) |
| 2019  | 586 384   | 4,01 | 0 / 450  | 6e   | Extra-parlementaire                               |

### Élections locales
| Année | %    | Élus        | Rang |
| ----- | ---- | ----------- | ---- |
| 2020  | 1,38 | 584 / 42501 | 8e   |

## Personnalités du parti
- Serhiy Melnychuk[4] commandant du bataillon Aidar.